# 漂流者 (美国组合)
漂流者组合（英語：The Drifters）是一个美国嘟·喔普、节奏布鲁斯和灵魂乐歌唱团体，起初为了给克莱德·麦克菲特伴奏而于1953年组建。团体的老板乔治·特里维尔（George Treadwell）以低报酬雇佣歌手，导致漂流者的人员组成非常不稳定。在他作为业主期间该组合经历了共60位歌手。漂流者有两个出名的阵容，第一个是“经典版漂流者”，于1998年进入声乐团体名人堂。第二个是以本·E·金为中心的阵容，以“本·E·金与漂流者”之名进入声乐团体名人堂。摇滚名人堂在引入该组合时从经典版漂流者中选了四人，从第二版中选了二人，从后特里维尔时代的漂流者中选了一人。漂流者组合拥有十三首热门单曲。